# Бледжо-Инфериоре
Бледжо-Инфериоре (итал. Bleggio Inferiore) — упразднённая коммуна в Италии, расположена  в автономной области Трентино-Альто-Адидже, подчиняется административному центру Тренто. Ныне является фракцией коммуны Комано-Терме.
Население коммуны, на 31.12.2009 года, составляло 1222 человека, плотность населения — 46,69 чел./км². Занимает площадь 26 км². 
Почтовый индекс — 38071. Телефонный код — 0465.
Покровителями коммуны почитаются святые апостолы Пётр и Павел, празднование 14 сентября.

## Демография
Динамика населения:

## Администрация коммуны
Главой коммуны Комано-Терме является  мэр Фабио Дзамботти, с 22 сентября 2020 года.